# Polyxène
Pour les articles homonymes, voir Polyxène (homonymie).

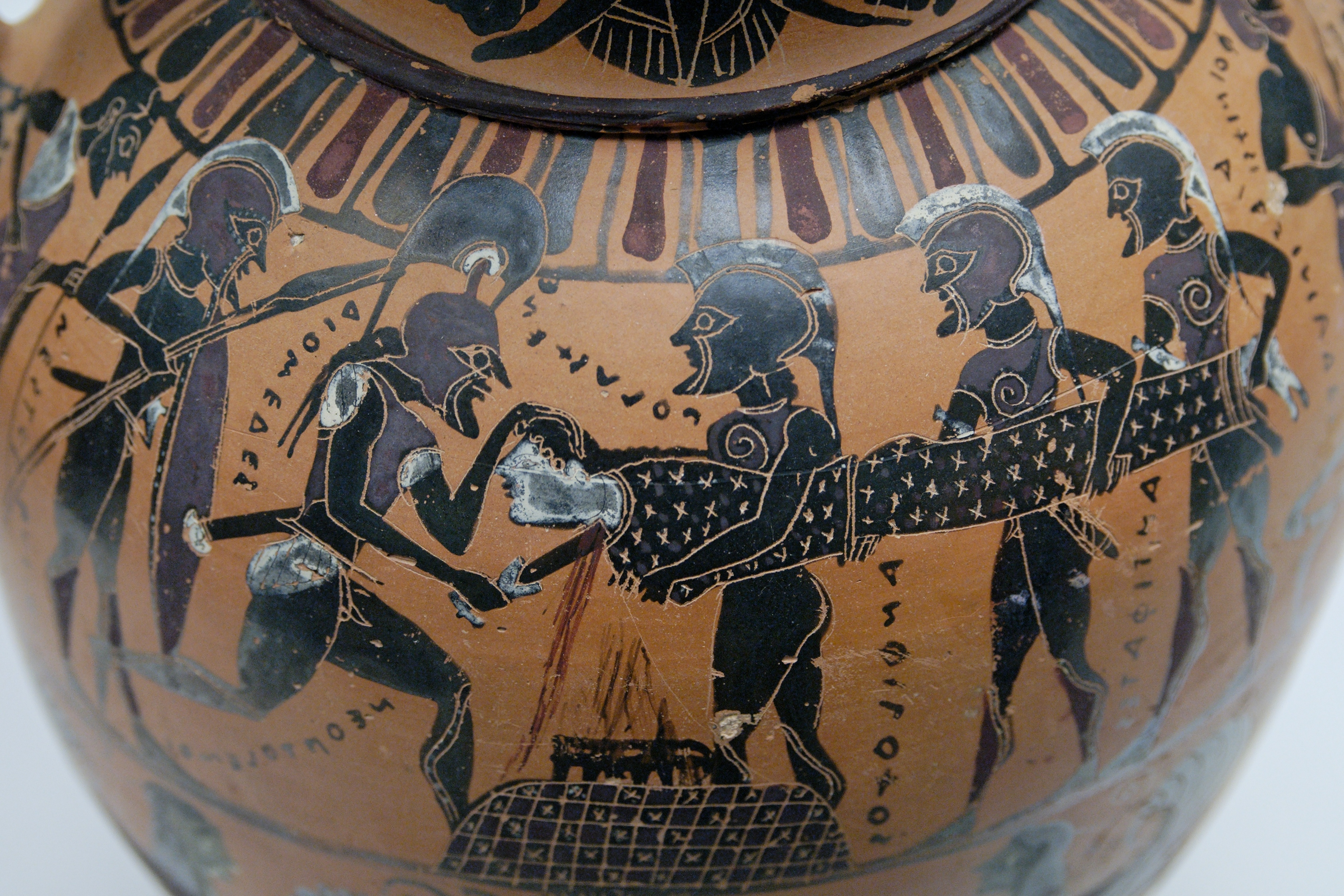
Polyxène sacrifiée par Néoptolème sur la tombe d'Achille. Amphore tyrrhénienne à figures noires, 570-550 av. J.-C. British Museum (GR 1897.7-27.2)

Dans la mythologie grecque, Polyxène (en grec ancien Πολυξένη / Polyxénê, « qui reçoit beaucoup d'hôtes, très hospitalière »), est une princesse troyenne. Fille de Priam, roi de Troie et d'Hécube, elle est la sœur cadette de Cassandre, d'Hector, de Déiphobe et de Pâris. Achille et Polyxéne s'aiment et, après la mort d'Achille, elle meurt sur son tombeau.

## Mythe
L'helléniste Pierre Commelin résume ainsi son mythe:  

« Polyxène (...) fut aimée d'Achille, qui la vit pendant une trêve lors de la Guerre de Troie. Il la fit demander en mariage à Hector. Le prince troyen la lui promit, s'il voulait trahir le parti des Grecs ; mais une condition si honteuse ne put qu'exciter l'indignation d'Achille, sans cependant diminuer son amour.
En effet, on dit que le prince grec renouvela sa demande, et consentit même à aller secrètement épouser Polyxène, en présence de sa famille, dans un temple d'Apollon qui se trouvait entre la ville et le camp des Grecs. Pâris et Déiphobe, son frère, s'y rendirent avec leur père Priam, et, au moment où Déiphobe tenait Achille dans ses bras, Pâris lui porta un coup mortel.
Polyxène, au désespoir de la mort d'un prince qu'elle aimait, et d'en être la cause innocente, se retira au camp des Grecs où elle fut reçue avec honneur par Agamemnon.
Sur la fin malheureuse de cette princesse, il y a deux versions bien différentes. Selon les uns, s’étant dérobée pendant la nuit, elle se rendit sur le tombeau de son époux et se perça le sein. Une autre tradition plus connue rapporte que Polyxène fut immolée par les Grecs sur le tombeau d'Achille. »

### Sources
La seconde version est celle adoptée par Euripide dans sa tragédie intitulée Hécube et par Ovide dans Les Métamorphoses, livre XIII, v. 439-532.

## Polyxène dans les arts
Le personnage de Polyxène a inspiré plusieurs artistes, durant l'Antiquité et aussi, à partir de la Renaissance, dans les arts en France.

### Antiquité

#### Littérature grecque
Dans la Grèce antique, Sophocle lui a consacré une tragédie, aujourd'hui perdue, intitulée Polyxène, et les événements autour de la tombe d'Achille sont le sujet de différentes céramiques grecques antiques.
Dans l'Hécube d'Euripide, sa mort domine la première moitié de la pièce. Euripide met en scène la vieille reine Hécube, terrassée par les malheurs qui la frappent : captive des Grecs et promise à l'esclavage, ayant perdu son mari Priam et leur fils Hector, elle apprend coup sur coup — lors d'une escale des Grecs en Thrace chez le roi Polymestor — que sa fille Polyxène a été choisie pour être sacrifiée sur le tombeau d'Achille (dont le tombeau est en Thrace), et que son fils Polydore a été assassiné par Polymestor. Au cours d'un long échange poignant entre Ulysse (qui vient porter la nouvelle que les Grecs ont nommé Polyxène pour être la victime), Hécube et Polyxène, celle-ci fait preuve d'un très grand courage devant le sort qui l'attend. Finalement, Polyxène, tuée par Ulysse et Diomède, est immolée par le fils d'Achille, Néoptolème.

#### Littérature latine
Durant la Rome antique, Ovide lui consacre un long développement (près d'une centaine de vers) dans Les Métamorphoses.
Virgile dans l'Énéide, met dans la bouche d'Andromaque — sa belle-sœur — ces paroles, qui vont dans le même sens qu'Euripide et, plus tard, d'Ovide : « Ah, la plus heureuse de toutes, c'est la fille de Priam [càd Polyxène] qui a été condamnée à mourir près du tombeau d'un ennemi au pied des hauts remparts de Troie! Elle n'a pas eu à subir de tirage au sort et n'a pas touché au lit d'un vainqueur, son maître. »
Enfin, Sénèque, dans sa pièce Les Troyennes, nous présente sa version du mythe et du sacrifice de Polyxène fait par les grecs sur le tombeau d'Achille. Toute la pièce tourne autour de la volonté du héros de voir sa femme le rejoindre dans l'autre monde, puisque dès le début de celle-ci le fantôme d'Achille apparaît aux autres Achéens et réclame le sacrifice de celle qui devait être sa femme.

#### Sculpture
Polyxène est également le sujet d'un sarcophage découvert à Gümüşçay (province de Çanakkale, Turquie) en 1994, connu depuis sous le nom de Sarcophage de Polyxène (en) et datant probablement de la fin du VIe siècle av. J.-C. Il s'agit d'une œuvre importante de la fin de la période archaïque. Ses faces A (grand côté) et B (petit côté) font, à l'évidence, partie d'une même scène narrative, celle du sacrifice (Voir « Galerie » ci-dessous).

### Littérature française
En 1572, l'humaniste Charles de Bourgueville place en exergue de l'histoire de la guerre de Troie par l'apocryphe Darès le Phrygien une gravure et un quatrain inspirés, en fait, de l'Hécube d'Euripide et qui montre la renommée du personnage de Polyxène :
Polixene en la mort de Pirrhe estant contrainte

Tant en la mort n'eut oncq' d'apprehension crainte,

Que de son chaste honneur : car on dit qu'elle eut cure,

En mourant de couvrir sa pudique nature
— Charles de Bourgueville
- 1623 : Polyxène, roman « à l'antique » de François de Molière d'Essertines.
- 1636 : La mort d'Achille et la dispute de ses armes, tragédie d'Isaac de Benserade.
- 1687 : Achille et Polyxène, dernière tragédie lyrique de Jean-Baptiste Lully, restée inachevée, avant d'être terminée par Pascal Collasse, un des élèves de Lully[9].
- 1706 : Polyxène et Pyrrhus[10] de Pascal Colasse. Dans cette version, Polyxène se donne la mort pour obéir à un oracle.

- 1730 : Pyrrhus, une tragédie lyrique de Pancrace Royer.

### Peinture française
- 1634-1635 :  Le Sacrifice de Polyxène de Nicolas Prévost, musée des beaux-arts d'Orléans
- 1647 :  Le Sacrifice de Polyxène, huile sur toile attribuée à Charles Le Brun. Un soldat grec s'apprête à poignarder Polyxène sur la tombe d'Achille, tandis que Hécube tente de s'opposer. Le tableau a été redécouvert par hasard en janvier 2013[11] dans la suite baptisée « Coco Chanel » Ritz à Paris, lors de l'inventaire du mobilier pour travaux.
- 1881 :  La Mort de Polyxène de Paul Quinsac.

## Galerie

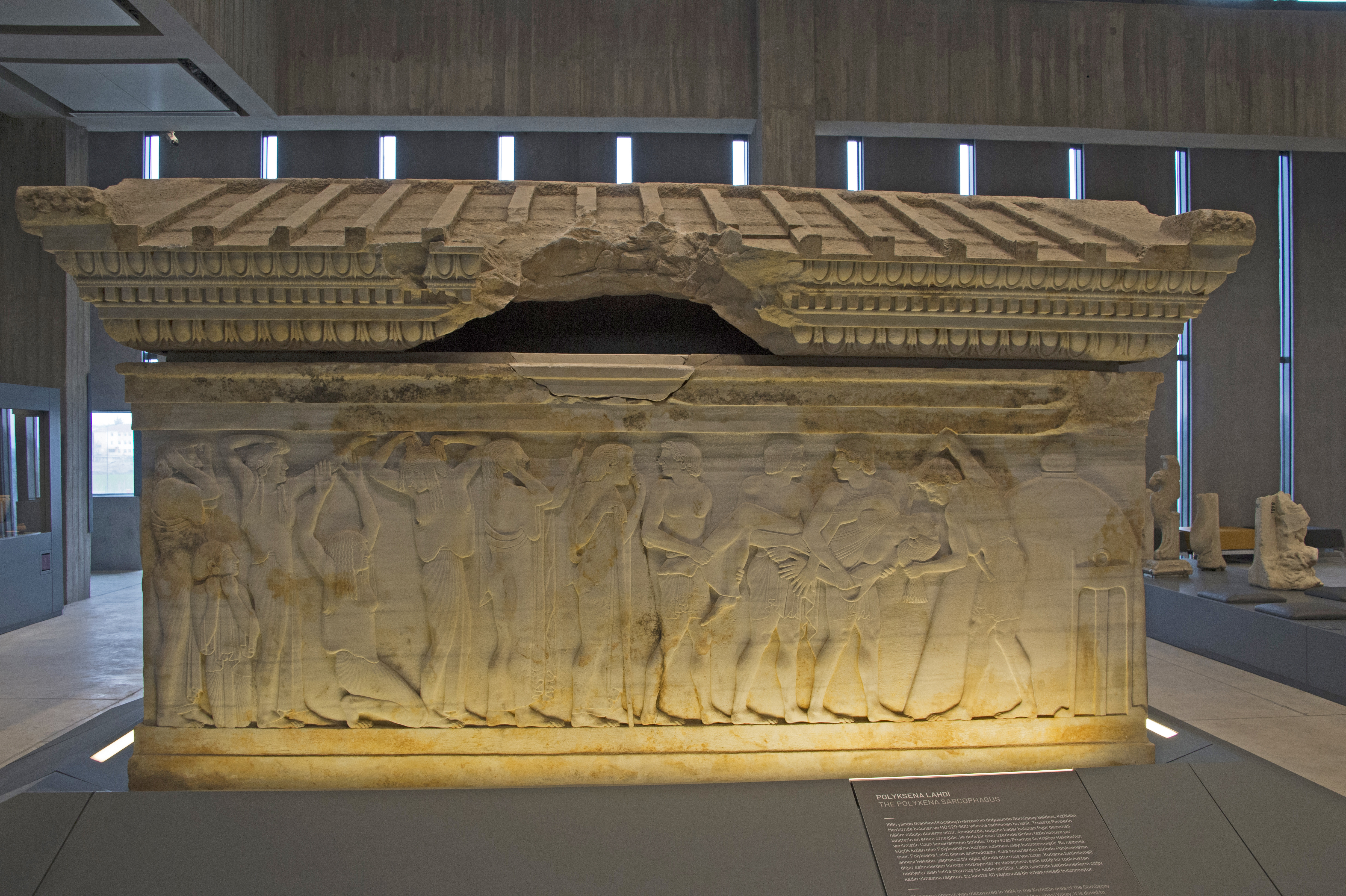
Sarcophage de Polyxène. Face A : le sacrifice. VIe siècle av. J.-C. Çanakkale Archeological Museum.
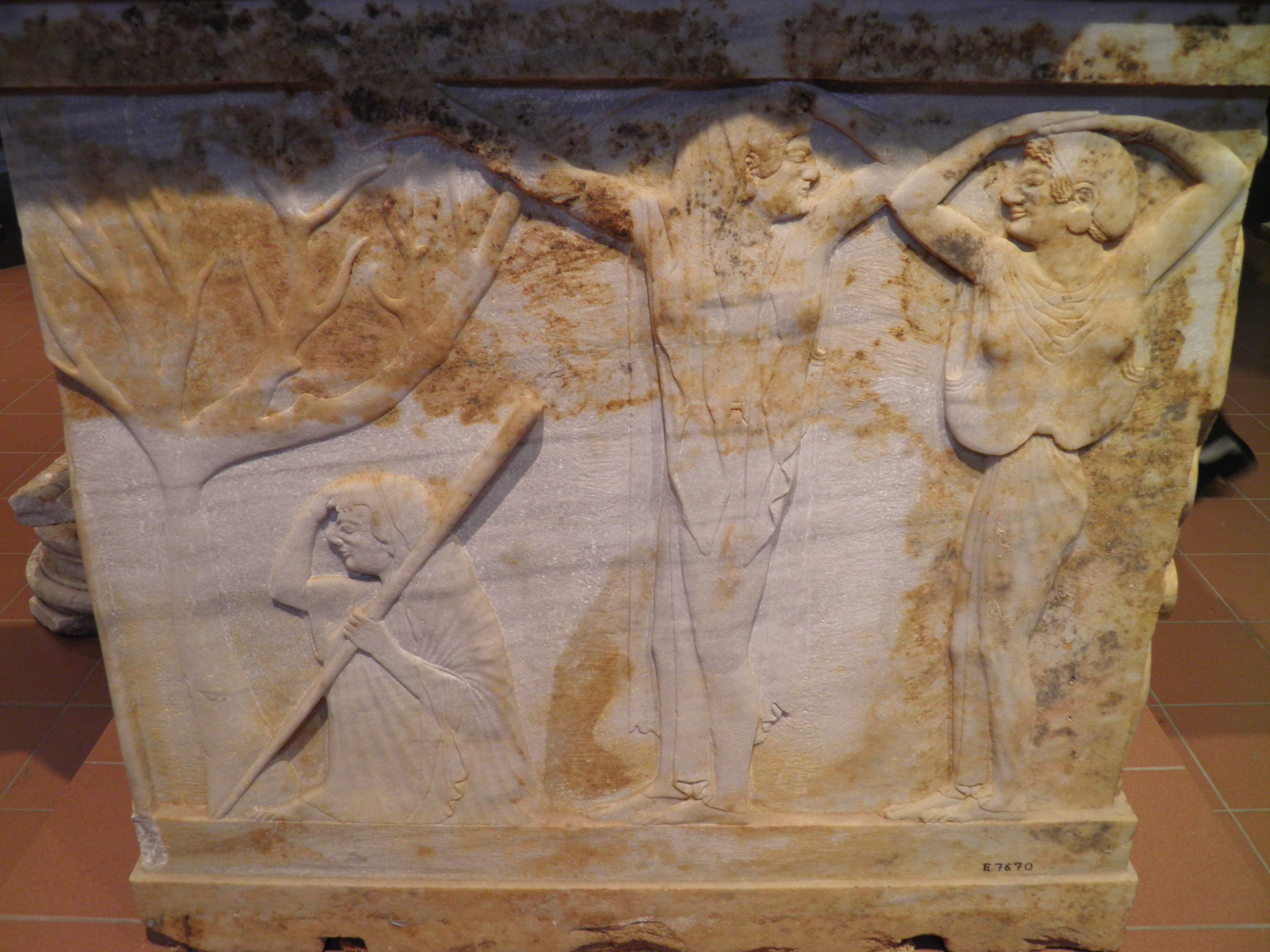
Sarcophage de Polyxène. Face B : une vieille femme (sans doute Hécube) et deux pleureuses.
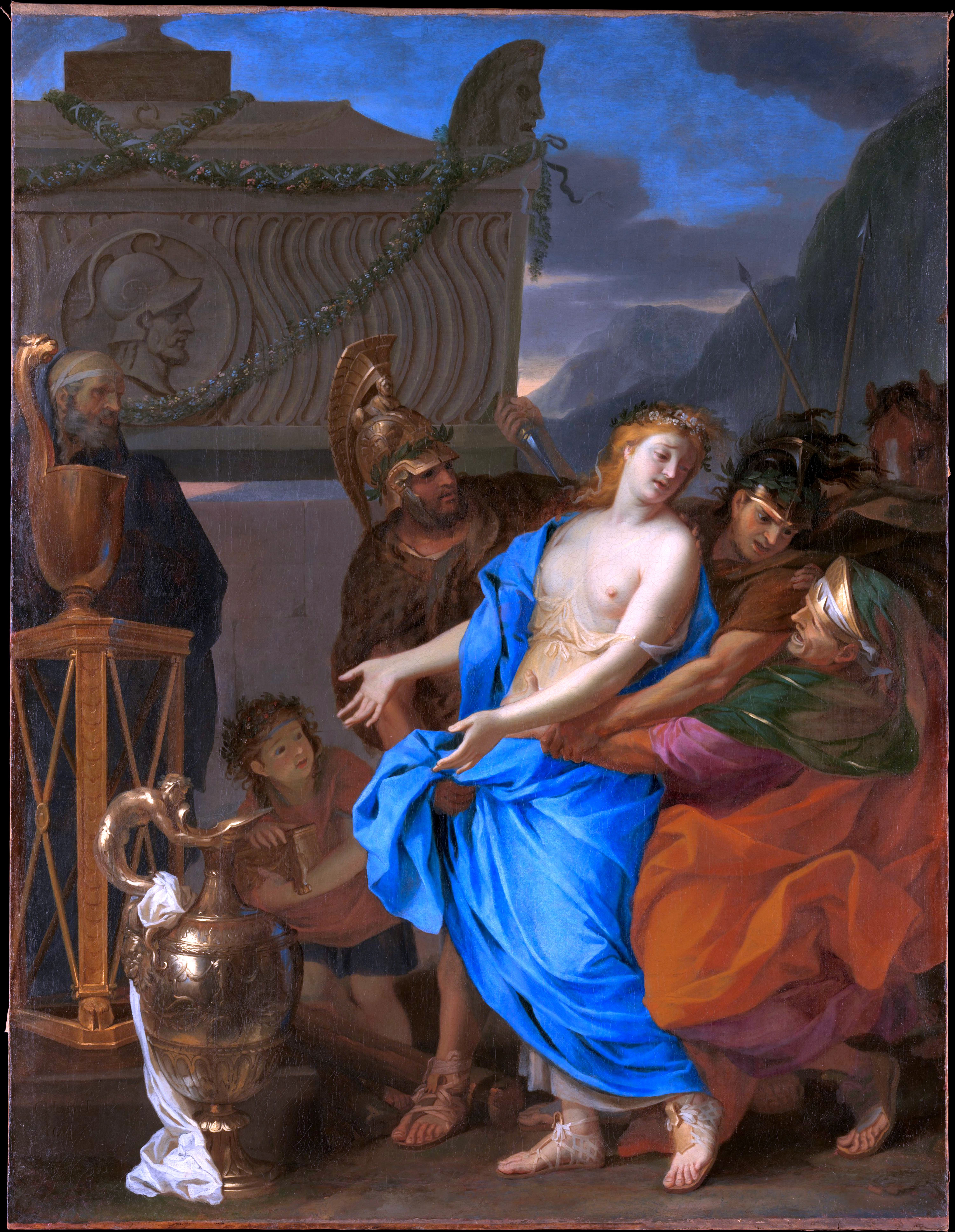
Charles Le Brun. Le sacrifice de Polyxène.
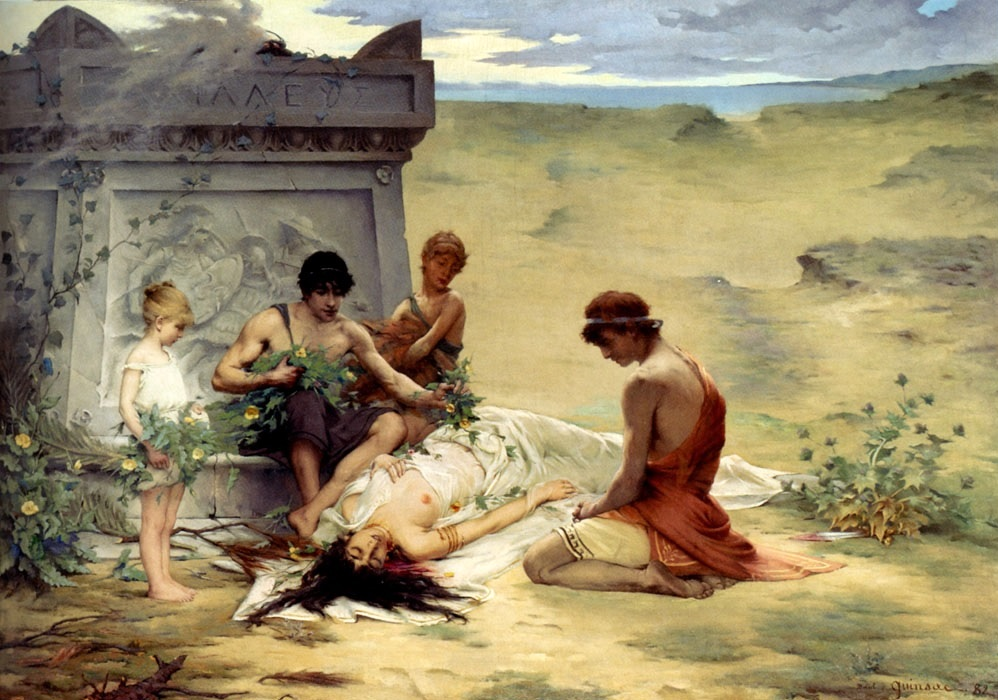
Paul-François Quinsac. La mort de Polyxène. 1881.

## Prénom contemporain
Le prénom Polyxène ou Polixène est rare mais attesté en France. Il est aussi le nom d'une sainte du Ier siècle, disciple de Paul, fêtée le 23 septembre. Il a surtout été porté par la reine de Sardaigne Polyxène de Hesse-Rheinfels-Rotenbourg.
Dans la fiction, le personnage de Magdelon dans Les Précieuses ridicules de Molière se fait appeler Polyxène.